# جيف هارتويغ
جيف هارتويغ (بالإنجليزية: Jeff Hartwig) مواليد 25 سبتمبر 1967 في سانت لويس، هو لاعب قفز بالزانة أمريكي. أفضل رقم شخصي له هو 6.02 متر. شارك في دورة الألعاب الأولمبية.

## سجل المنافسة
| العام                 | المسابقة                                    | المكان                       | المركز                | ملاحظة                |
| يمثل الولايات المتحدة | يمثل الولايات المتحدة                       | يمثل الولايات المتحدة        | يمثل الولايات المتحدة | يمثل الولايات المتحدة |
| --------------------- | ------------------------------------------- | ---------------------------- | --------------------- | --------------------- |
| 1996                  | الألعاب الأولمبية الصيفية 1996              | أتلانتا, الولايات المتحدة    | 12                    |                       |
| 1998                  | ألعاب النوايا الحسنة 1998                   | يونيوندايل, الولايات المتحدة | 1                     | 6.01 م                |
| 1999                  | بطولة العالم لألعاب القوى داخل الصالات 1999 | مايه-باشي, اليابان           | 2                     |                       |
| 2002                  | كأس العالم لألعاب القوى 2002                | مدريد, إسبانيا               | 2                     |                       |
| 2002                  | نهائي الجائزة الكبرى لألعاب القوى 2002      | فرنسا                        | 1                     |                       |
| 2003                  | نهائي ألعاب القوى العالمي 2003              | مونت كارلو، موناكو           | 4                     |                       |
| 2004                  | نهائي ألعاب القوى العالمي 2004              | مونت كارلو، موناكو           | 6                     |                       |

## روابط خارجية
- جيف هارتويغ على موقع الاتحاد الدولي لألعاب القوى (الإنجليزية)
- جيف هارتويغ على موقع أوليمبيديا (الإنجليزية)
- جيف هارتويغ على موقع اللجنة الأولمبية والبارالمبية الأمريكية (الإنجليزية)